# آدم بيك
آدم بيك هو سياسي كندي، ولد في 20 يونيو 1857 في كندا، وتوفي في 15 أغسطس 1925 في لندن في كندا بسبب فقر الدم. حزبياً، نشط في حزب أونتاريو المحافظ التقدمي. وقد انتخب عضو برلمان مقاطعة أونتاريو.